# Мишаково (Коми)
Мишаково — деревня в Прилузском районе республики Коми в составе сельского поселения Занулье.

## География
Находится недалеко от правого берега реки Луза на расстоянии примерно 37 километров на север-северо-запад от центра района села Объячево.

## Палеонтология
В районе деревни в отложениях раннего триасового периода (верхнеоленёкский подъярус) обнаружены ископаемые образцы темноспондильных амфибий Parotosuchus, Batrachosuchoides ochevi, Melanopelta, неопределённых представителей семейства Trematosauridae и, возможно, Yarengia. В этих же отложениях найден образец рептилиоморфа Vyushkoviana operta.

## История
Впервые упоминается в 1620 году как Вишаковская. К началу XVIII века название изменилось на Мишаковскую.
В 1930 году в деревне Мишаковской насчитывалось 54 хозяйства и 289 жителей.

## Население
Постоянное население  составляло 27 человек (коми 93%) в 2002 году, 23 в 2010 .